# Anne Bennent

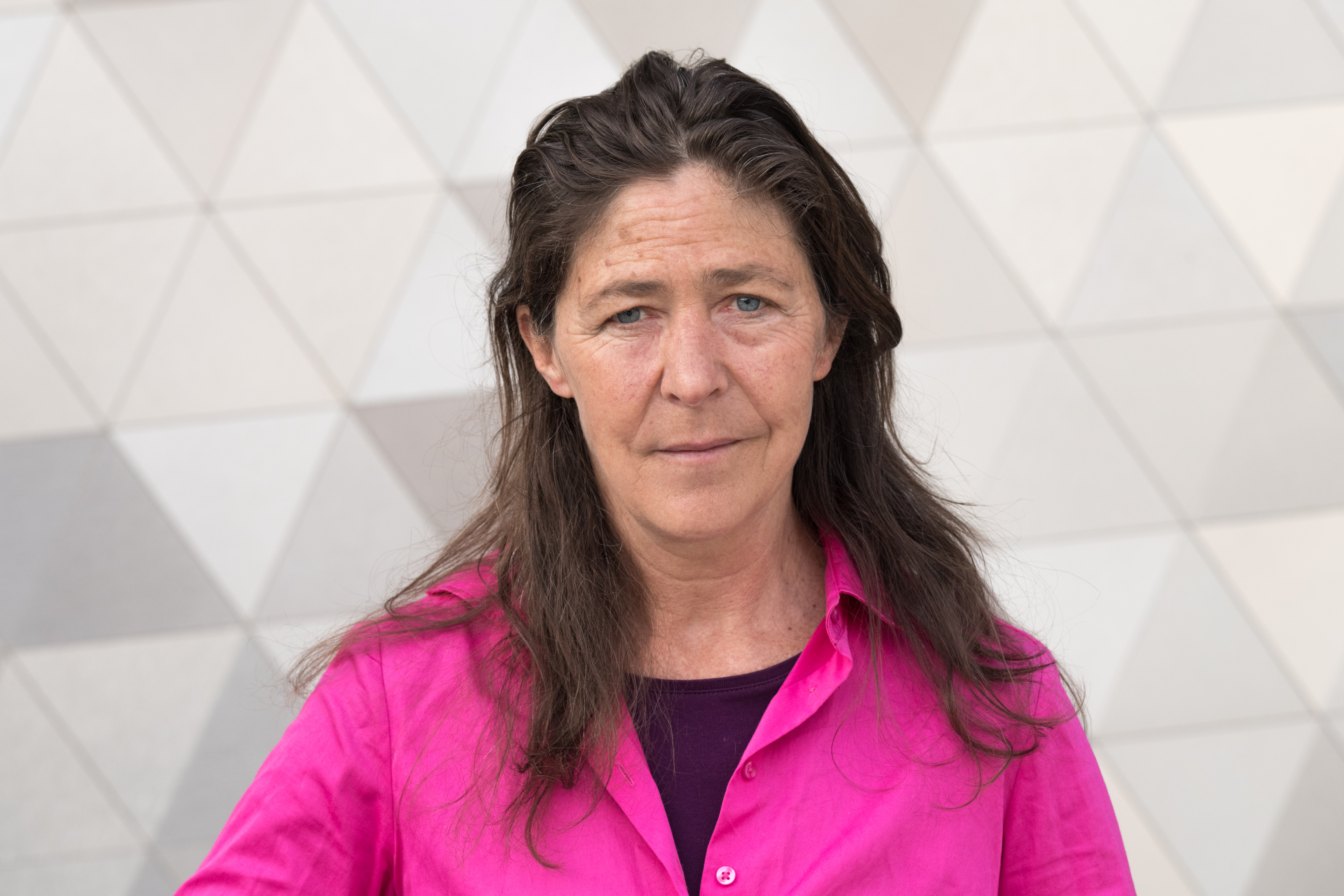
Anne Bennent (2022)

Anne Bennent (* 13. Oktober 1963 in Lausanne) ist eine Schweizer Schauspielerin, Chanson-Sängerin und Rezitatorin.

## Leben
Anne Bennent, ältere Schwester von David Bennent, ist die Tochter des deutschen Schauspielers Heinz Bennent und der Schweizer Tänzerin Paulette Renou (Künstlername Diane Mansart). Sie wuchs mehrsprachig auf (Französisch, Deutsch, Englisch, Italienisch). Ihre erste Filmrolle hatte Anne Bennent 1973 im Alter von neun Jahren in dem Fernsehdrama Die Eltern von Hans W. Geißendörfer, in dem erstmals die gesamte Familie Bennent auftrat. Die Künstlerfamilie hatte später noch öfter gemeinsame Auftritte auf der Bühne und vor der Kamera. 1977 debütierte sie am Berliner Schiller-Theater in Tschechows Der Kirschgarten. 1978 war sie als 15-jährige Lissa mit ihrem Vater Heinz Bennent in Derrick (4. Staffel, Episode 3), Lissas Vater zu sehen. 1979 spielte sie die teilweise freizügige zweite Hauptrolle neben Marius Müller-Westernhagen in Der Tote bin ich. Im Alter von 16 Jahren spielte sie 1980 die Titelrolle in Walerian Borowczyks Wedekind-Verfilmung Lulu, ihr Vater gab den Liebhaber Dr. Schön. Von 1981 bis 1982 besuchte sie das Theater beim Conservatoire de musique de Genève in der Schauspielklasse von Claude Stralz. Anschließend nahm sie bis 1984 Unterricht an der École du Théâtre des Amandiers in Nanterre bei Patrice Chéreau, dazwischen ging sie für drei Monate an das Eugene O’Neill Theater Center in Waterford (Connecticut), USA.
Von 1984 bis 1986 wurde sie vom Münchner Residenztheater engagiert. 1986 folgte ein Engagement am Staatstheater Stuttgart unter Ivan Nagel. Dort arbeitete sie mit Regisseuren wie Bob Wilson, Niels-Peter Rudolph und Axel Manthey und wurde 1986 mit dem O.E. Hasse-Preis als beste Nachwuchsschauspielerin ausgezeichnet. In dieser Zeit spielte sie in Aufsehen erregenden Aufführungen des Regisseurs Thomas Langhoff. Von 1990 an trat sie bis 2003 regelmäßig am Wiener Burgtheater auf. Ferner hatte Bennent Auftritte bei den Salzburger Festspielen, im Hamburger Schauspielhaus und dem Théâtre des Bouffes du Nord in Paris unter Peter Brook.
Anne Bennent trat von 1989 an auch als Sängerin französischer Chansons mit dem Liederabend Pour Maman in Deutschland, Österreich, der Schweiz und Frankreich auf. Während dieser Darbietungen war auch ihre Mutter – bis zu ihrem Tod Ende 2010 – auf der Bühne präsent. Ihr Bruder David Bennent ist ebenfalls Schauspieler, er trat mit ihr mehrmals gemeinsam im Film und auf der Bühne auf. 1999 etwa waren sie zusammen in der Uraufführung von George Taboris Fegefeuer am Wiener Akademietheater zu sehen.
Anne Bennent lebt zusammen mit dem blinden Akkordeonisten Otto Lechner im niederösterreichischen Gars am Kamp und führt mit ihm literarisch-musikalische Produktionen auf. Sie haben einen gemeinsamen Sohn (* 2004). Einen weiteren Sohn (* 1999) hat sie aus einer früheren Beziehung mit Jewgenij Sitochin.

## Auszeichnungen
- 1976: Berliner Förderpreis der Akademie der Künste für ihre Filmrolle in Die Wildente [12]
- 1986: O.E. Hasse-Preis
- 1996: Kainz-Medaille für die Titelrolle in Yvonne, Prinzessin von Burgund

## Theater (Auswahl)
- Anja in Der Kirschgarten, Regie: Hans Lietzau, 1978, am Schiller-Theater in Berlin
- Frida in John Gabriel Borkman, Regie: Ingmar Bergman, 1984/85, am Residenztheater in München
- Ophelia in Hamlet, Regie: B. K. Tragelehn, 1984/85 am Residenztheater in München
- Bjuty in Totenfloß, Regie: Henning Rühle, 1986, am Staatstheater Stuttgart
- Varja in Der Kirschgarten, am Staatstheater Stuttgart
- Titelrolle in Alkestis, Regie: Robert Wilson, 1987, am Staatstheater Stuttgart
- Agnes in Ein Traumspiel, 1986–88 am Staatstheater Stuttgart
- Johanna in Der einsame Weg, Regie: Thomas Langhoff, 1987 und 1989, bei den Salzburger Festspielen
- Elisabeth in Don Carlos, Regie: Niels-Peter Rudolph, 1987 am Staatstheater Stuttgart
- Titelrolle in Und Pippa tanzt! von Gerhart Hauptmann, Regie: Thomas Langhoff, 1988–90, an den Münchner Kammerspielen
- Esther in Die Jüdin von Toledo, Regie: Thomas Langhoff, 1990, bei den Salzburger Festspielen
- Sascha in Iwanov, Regie: Peter Zadek, 1990, am Burgtheater Wien
- Desdemona in Othello, Regie: George Tabori, 1990, am Akademietheater in Wien
- Titelrolle in Penthesilea, Regie: Ruth Berghaus, 1991, am Burgtheater Wien
- Titelrolle in Käthchen von Heilbronn, Regie: Hans Neuenfels, 1992, am Burgtheater Wien
- Titelrolle in Troilus und Cressida von Shakespeare, Regie: Leander Haußmann, 1993, am Deutschen Schauspielhaus in Hamburg
- Titelrolle in Yvonne, Prinzessin von Burgund, Regie: Tamás Ascher, 1994, am Akademietheater in Wien
- Gertrud in Qui est là, Regie: Peter Brook, 1995–96, am Théâtre des Bouffes du Nord in Paris, mit David Bennent [13]
- Titelrolle in Kassandra von Christa Wolf, Vertonung von Michael Jarrell mit dem Ensemble Modern, Regie: Christoph Marthaler, 1996 beim Lucerne Festival
- Zurüstungen für die Unsterblichkeit von Peter Handke, Regie: Claus Peymann, 1997 am Burgtheater Wien
- Alkmene in Amphitryon, Regie: Hans Neuenfels, 1998, am Akademietheater in Wien, mit David Bennent als Merkur
- Sarah Bernhardt in Purgatorium, Regie: George Tabori, 1999, am Akademietheater in Wien, mit David Bennent als Marcel Proust [14]
- Roberto Zucco von Bernard-Marie Koltès, Regie: Klaus Michael Grüber, 2001, Akademietheater und Wiener Festwochen
- Sylvia Kessel in Der Narr und seine Frau heute abend in Pancomedia von Botho Strauss, Regie: Dieter Giesing, 2002, am Burgtheater Wien [15]
- Klytämnestra in Elektra von Hugo von Hofmannsthal, Regie: Joachim Schlömer, 2003, am Burgtheater Wien
- Ranjewskaja in Der Kirschgarten, Regie: Jevgenij Sitochin, 2008, am Landestheater Niederösterreich in St. Pölten
- Claire Zachanassian in Der Besuch der alten Dame von Friedrich Dürrenmatt, 2013, Festspiele Stockerau [16]
- Helene Alving in Gespenster (Familienfeste 1), Regie: Armin Holz, 2015, am Landestheater Linz
- Rolle in Mrs Dalloway (Familienfeste 2), Regie: Armin Holz, 2015, am Landestheater Linz
- Gräfin Viktoria in Viktoria und ihr Husar (Familienfeste 3), Regie: Armin Holz, 2015, am Landestheater Linz

aus Munzinger-Archiv  und ORF 

## Filmografie (Auswahl)
- 1973: Die Eltern – Regie: Hans W. Geißendörfer
- 1976: Sternsteinhof – Regie: Hans W. Geißendörfer
- 1976: Die Wildente – Regie: Hans W. Geißendörfer
- 1979: Der Tote bin ich – Regie: Alexander von Eschwege
- 1979: Theodor Chindler
- 1980: Bettina von Arnim – Regie: Jochen Richter
- 1980: Lulu – Regie: Walerian Borowczyk
- 1982: Domino – Regie: Thomas Brasch
- 1983: Brandmale – Regie: George Moorse
- 1984: Eine Liebe von Swann – Regie: Volker Schlöndorff
- 1994: 71 Fragmente einer Chronologie des Zufalls – Regie: Michael Haneke
- 2003: Marie und Freud – Regie: Benoît Jacquot [18]
- 2004: Silentium – Regie: Wolfgang Murnberger
- 2006: Commissario Laurenti – Die Toten vom Karst – Regie: Sigi Rothemund
- 2008: Séraphine – Regie: Martin Provost
- 2008: Bambiland – Regie: Claudia Bosse
- 2012: Töte mich – Regie: Emily Atef
- 2019: Als Hitler das rosa Kaninchen stahl – Regie: Caroline Link
- 2021: Fabian oder Der Gang vor die Hunde – Regie: Dominik Graf
- 2024: Kafka (Fernsehserie)

## Serien (Auswahl)
- Der Kommissar – Fährt der Zug nach Italien? (1975) als Ilse Kempe
- Der Alte – Die Sträflingsfrau (1978) als Junges Mädchen
- Derrick – Lissas Vater (1978) als Lissa
- Derrick – Die Fahrt nach Lindau (1982) als Mona Gericke
- Derrick – Geheimnisse einer Nacht (1983) als Erika
- Derrick – Der Klassenbeste (1984) als Grit
- Derrick – Wer erschoss Asmy? (1985) als Erni Weik
- Derrick – Die Nacht, in der Ronda starb (1986) als Britta Stolze
- Tatort – Tod vor Scharhörn (2001)
- Der Zürich-Krimi – Borchert und die Stadt in Angst (2024)

## Rezitation
- Otto Lechner und Anne Bennent: gwundrig. Geschichten von Robert Walser. Extraplatte, Wien 2001, 62 Min., Audio-CD, ISBN 978-3-221-70172-7.
- Otto Lechner und Anne Bennent: Der Gruftwächter. Nach einer Erzählung von Franz Kafka. Klangbuch (32 S.) mit 1 CD. mandelbaums bibliothek der töne, Wien 2008, ISBN 978-3-85476-249-2. (Besprechung: [19])
- Otto Lechner und Anne Bennent: Die Stimmen von Marrakesch. Von Elias Canetti, Klangbuch (32 S.) in Halbleinen mit 2 CDs. Mandelbaum, Wien 2010, ISBN 978-3-85476-230-0.
- Otto Lechner und Anne Bennent: Leila und Madschnun. Von Nizami, mit Ensemble. Klangbuch (32 S.) mit 2 CDs. Mandelbaum, Wien 2011, ISBN 978-3-85476-339-0. (Hörbuchrezension: [20])

## Hörspiele
- 2012: Cécile Wajsbrot: W wie ihr Name / Avec un double V – Regie: Marguerite Gateau (SR/DKultur/France Culture)

## Dokumentarfilm
- Bennent mal vier – Diane, Heinz, Anne und David Bennent. Porträt einer Künstlerfamilie. Dokumentarfilm, Deutschland, 1998, 45 Min., Buch und Regie: Georg Stefan Troller, Produktion: Kick Film in Koproduktion mit WDR und NDR, Erstsendung: 6. Dezember 1998 auf Nord 3, Inhaltsangabe von Kick Film, (Memento vom 25. März 2013 im Internet Archive).

## Theaterdokumentationen
- Othello – Der Mohr von Venedig. Tragödie von William Shakespeare. Burgtheater Wien, 1990, 150 Min., Inszenierung: George Tabori, Bildregie: C. Rainer Ecke, Ausstrahlung: u. a. ZDFtheaterkanal am 3. November 2006, u. a. mit Gert Voss als Othello, Anne Bennent als Desdemona, Heinz Zuber als Brabantio, Florentin Groll als Cassio, Ignaz Kirchner als Jago.
- Die Jüdin von Toledo. Trauerspiel von Franz Grillparzer. Salzburger Festspiele, 1990, 132 Min., Inszenierung: Thomas Langhoff, Bildregie: Thomas Langhoff, Bühnenbild und Kostüme: Jürgen Rose, Ausstrahlung: u. a. ZDFtheaterkanal am 5. Dezember 2005, u. a. mit Ulrich Mühe als Alphons VIII., Sibylle Canonica als Eleonore, Charles Brauer als Manrike, Uwe Bohm als Don Garceran, Rolf Ludwig als Isaak, der Jude, Anne Bennent als Tochter Esther, Susanne Lothar als Tochter Rahel.
- Ivanov. Drama von Anton Tschechow. Aufzeichnung einer Aufführung des Burgtheaters im Akademietheater Wien, 1992, 205 Min., Inszenierung: Peter Zadek, Ausstrahlung: u. a. ZDFtheaterkanal am 2. Juli 2004, mit Gert Voss als Nikolai A. Ivanov, Angela Winkler als Anna Petrovna, Hans Michael Rehberg als Matjev S. Schabalski, Martin Schwab als Pavel K. Lebedev, Elisabeth Orth als Sinaida Savischna, Anne Bennent als Sascha, Ignaz Kirchner als Lvov.